# Tyler Kornfield
Tyler Kornfield (* 9. Februar 1991 in Anchorage) ist ein US-amerikanischer Skilangläufer.

## Werdegang
Kornfield startete im Januar 2008 bei den US-amerikanischen Meisterschaften in Houghton erstmals bei der US Super Tour und belegte dabei den 102. Platz über 10 km Freistil. Bei den Nordischen Junioren-Skiweltmeisterschaften 2010 in Hinterzarten errang er den 77. Platz über 10 km klassisch und bei den Nordischen Junioren-Skiweltmeisterschaften 2011 in Otepää den 56. Platz im Skiathlon und den zehnten Platz mit der Staffel. Im Januar 2012 wurde er in Rumford US-amerikanischer Meister im Sprint und holte damit seinen ersten Sieg bei der US Super Tour. Bei den U23-Weltmeisterschaften 2014 im Fleimstal kam er auf den 19. Platz im Sprint. In der Saison 2016/17 erreichte er bei der US Super Tour acht Top-Zehn-Platzierungen. Dabei belegte er jeweils einmal den ersten, zweiten und dritten Platz und beendete damit die Saison auf dem vierten Platz in der Gesamtwertung. Im Januar 2018 wurde er in Anchorage US-amerikanischer Meister im 30-km-Massenstartrennen und belegte beim Weltcupdebüt in Planica den 38. Platz im Sprint. Bei den Olympischen Winterspielen 2018 in Pyeongchang lief er auf den 74. Platz über 15 km Freistil und auf den 48. Rang im 50-km-Massenstartrennen.

## Siege bei Continental-Cup-Rennen
| Nr. | Datum             | Ort        | Disziplin                     | Serie         |
| --- | ----------------- | ---------- | ----------------------------- | ------------- |
| 1.  | 8. Januar 2012    | Rumford    | Sprint klassisch 1            | US Super Tour |
| 2.  | 17. Februar 2017  | Ishpeming  | Sprint Freistil               | US Super Tour |
| 3.  | 7. Januar 2018    | Anchorage  | 30 km klassisch Massenstart 1 | US Super Tour |
| 4.  | 14. Dezember 2019 | Sun Valley | Sprint klassisch              | US Super Tour |
| 5.  | 4. Dezember 2021  | Duluth     | Sprint Freistil               | US Super Tour |